# Бахчисарайский 212-й резервный пехотный полк
212-й пехотный резервный Бахчисарайский полк — пехотная воинская часть Русской императорской армии.
Образован 17 января 1811 года как 2-й Крымский гарнизонный батальон. 20 февраля 1910 года вошёл в состав 192-го пехотного Рымникского полка.
Старшинство — с 17 января 1811 года.

## Хронология
- 17 января 1811 г. сформирован 2-й Крымский гарнизонный батальон,
- 8 июня 1811 г. — наименован Таврическим внутренним,
- 14 июля 1816 г. — наименован Таврическим гарнизонным.
- 13 августа 1864 г. переименован в Таврический губернский батальон.
- 26 августа 1874 г. назван Симферопольским местным батальоном.
- 31 августа 1878 г. — 60-й резервный пехотный батальон (кадровый).
- 25 марта 1891 г. переименован в Бахчисарайский резервный батальон,
- 26 мая 1899 г. — присвоен № 212.
- 26 декабря 1903 г. батальон переформирован в резервный пехотный полк, который 12 апреля 1905 г. развернут в пехотный, а затем — 15 апреля 1906 г. — вновь свернут в пехотный резервный полк.

## Командиры полка
- 1881 — полковник Пётр Петрович Чигирин
- 1896 — полковник Алексей Алексеевич Пузин[1]
- 05.12.1906—22.04.1910 — полковник Корнилий Данилович Тимковский